# Hovenia dulcis
Hovenia dulcis là một loài thực vật có hoa trong họ Táo. Loài này được Thunb. mô tả khoa học đầu tiên năm 1781.

## Hình ảnh

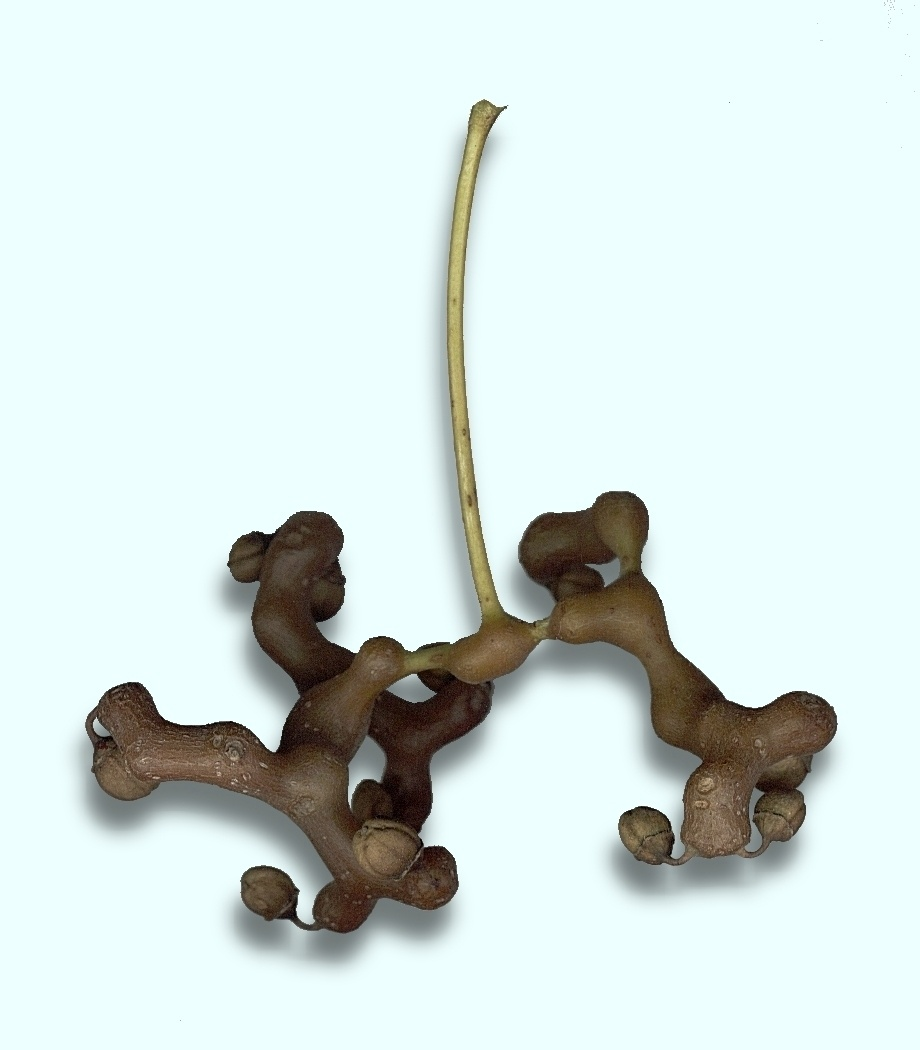
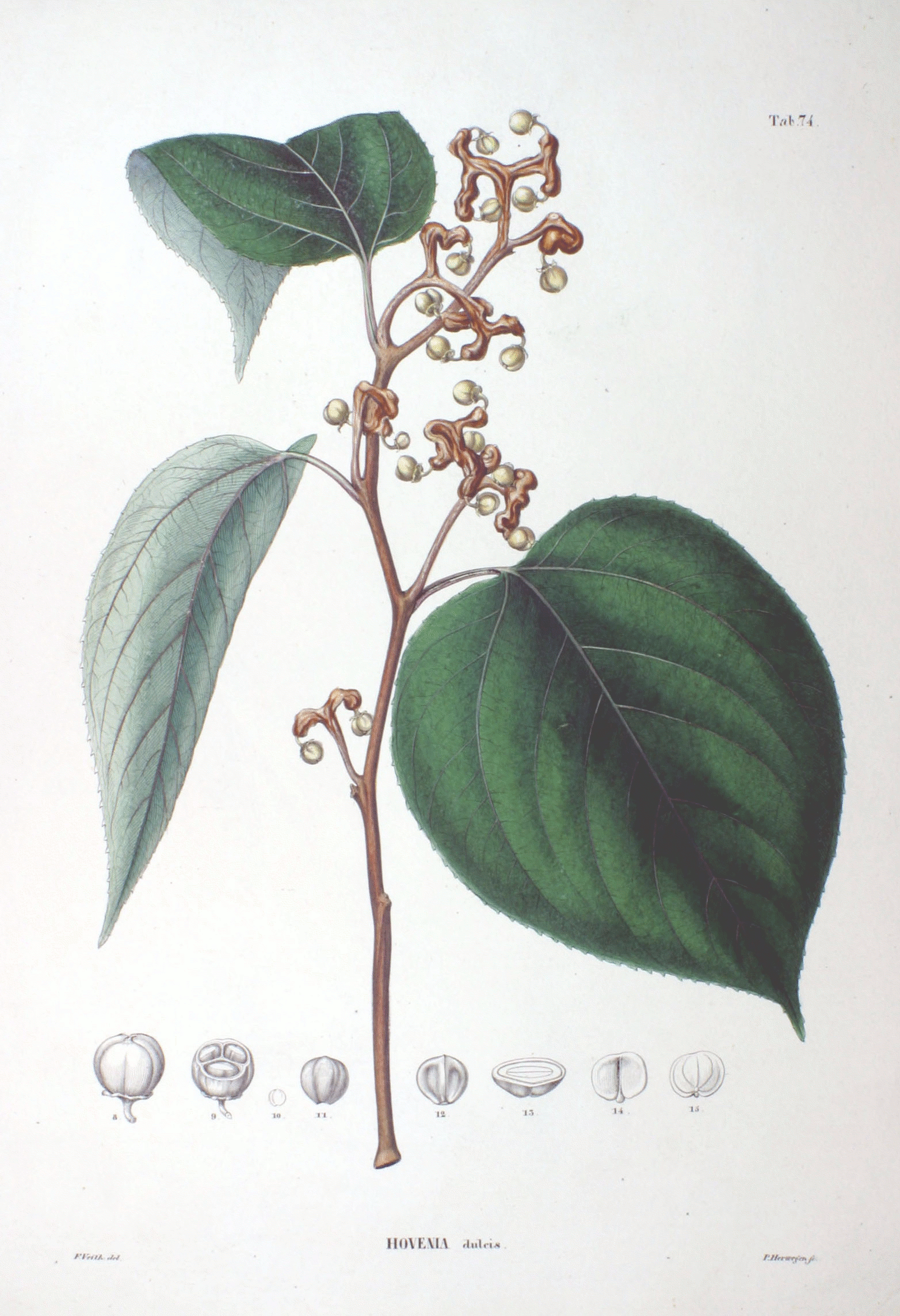
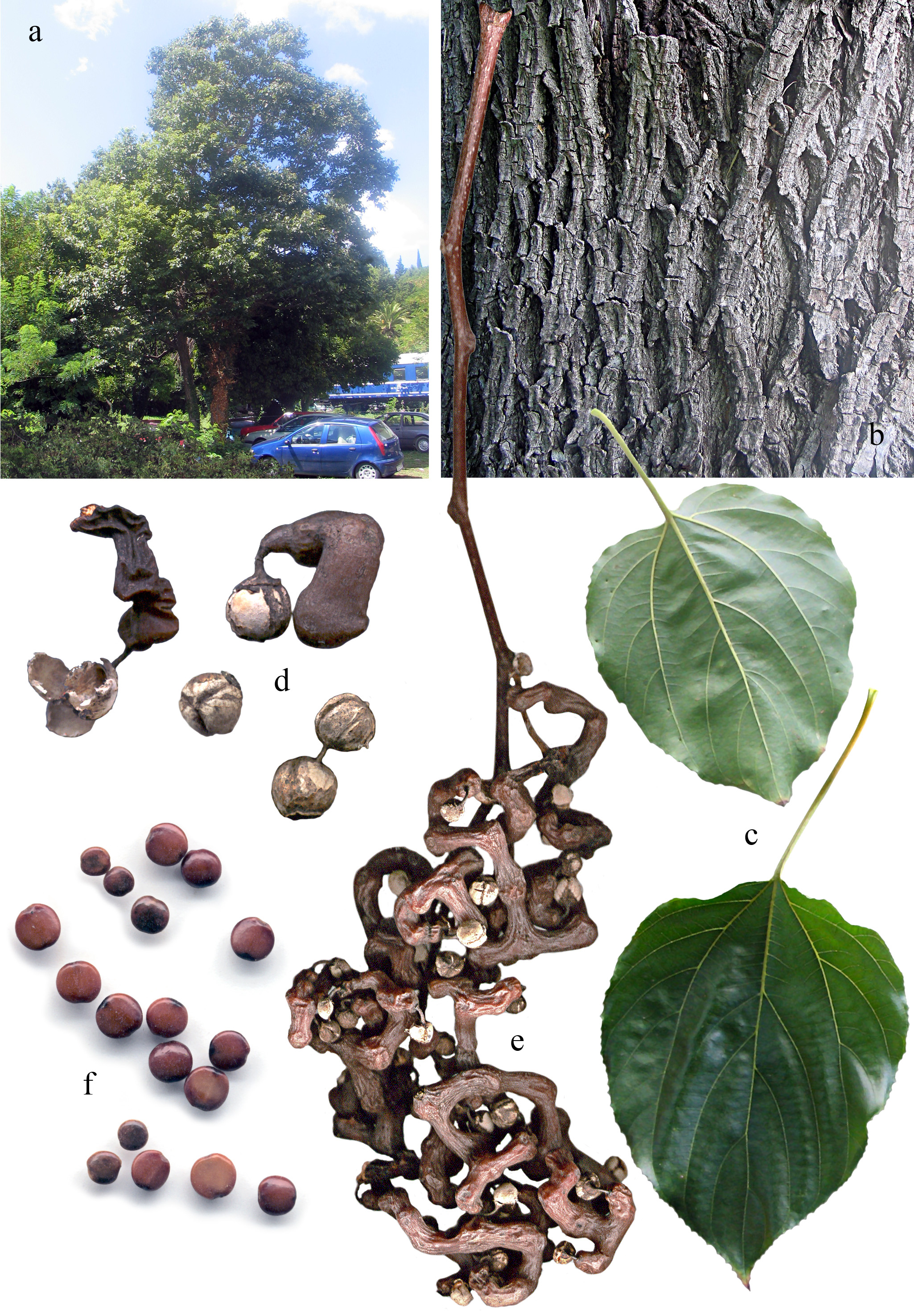
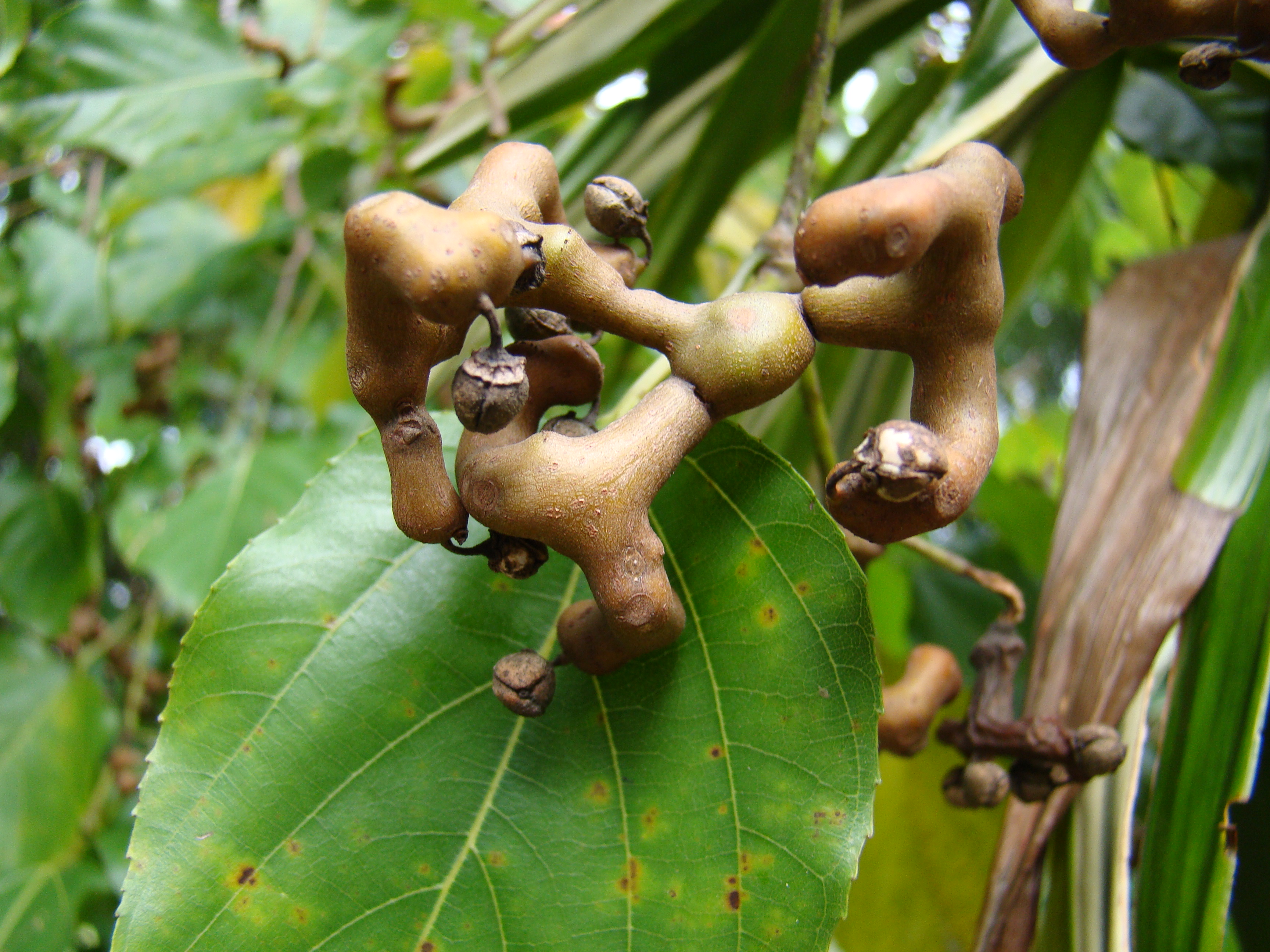